# アイデアの鍵貸します
『アイデアの鍵貸します』（アイデアのかぎかします）は、2006年10月20日から2007年3月23日までフジテレビで放送されていたアミューズ製作の情報バラエティ番組である。全21回。日産自動車の一社提供。放送時間は毎週金曜 25:05 - 25:35 （日本標準時）。

## 概要
八嶋智人が著名人たちから主にビジネスにおける成功の秘策をクイズ形式で学んでいた深夜番組。八嶋は、大手広告代理店に勤める自称一流クリエイティブディレクター「平明太」という設定で出演していた。番組タイトルは、アメリカの映画『アパートの鍵貸します』のパロディである。
この番組は、レギュラー放送開始前の2006年8月27日（日曜） 22:00 - 22:55 にBSフジの『TV☆Lab』で放送されたことがある。このパイロット版には八嶋ではなく矢沢心が出演していた。

## 出演者

### レギュラー
- 平明太：八嶋智人

### ナレーター
- アイディア道場の番人（声のみ）：鈴木浩介
- ナレーション：渡辺美佐

### ゲスト

#### 2006年
- 10月21日 中島信也（CMディレクター）
- 10月28日 森田恭通（インテリアデザイナー）
- 11月4日0 藤本やすし（アートディレクター）
- 11月11日 眞木準（コピーライター）
- 11月18日 見城徹（幻冬舎社長・編集者）
- 11月25日 江川達也（漫画家）
- 12月2日0 坂井直樹（コンセプター）
- 12月9日0 松井龍哉（ロボットデザイナー）
- 12月16日 永井一史（クリエイティブディレクター）
- 12月23日 小西利行（コピーライター）

#### 2007年
- 1月13日 隈研吾（建築家）
- 1月20日 水野学（アートディレクター）
- 1月27日 行定勲（映画監督）
- 2月3日0 森雪之丞（作詞家）
- 2月10日 君塚良一（脚本家）
- 2月17日 假屋崎省吾（華道家）
- 2月24日 箭内道彦（クリエイティブディレクター）
- 3月3日0 辻口博啓（パティシエ）
- 3月10日 佐藤可士和（アートディレクター）
- 3月17日 小山薫堂（放送作家）
- 3月24日 総集編

## スタッフ
- 企画：小山薫堂、村沼也克
- 構成：山名宏和、河合秀仁、内田ぼちぼち、真中敬亮
- ディレクター：沼尾純也、中原芳、津坂健一、小川智久
- プロデュース：大林里枝
- 演出：三木康一郎
- 制作：アミューズ